# چاکنایی‌شدگی
در زبان‌شناسی اصطلاحاْ گفته می‌شد که اگر به هنگام ادای آوایی، بسته شدن کامل یا بخشی از چاکنای (شکاف میان تارآواها) هم همراه آن رخ دهد، چاکنایی‌شدگی (glottalization) رخ داده است.
به دیگر سخن، چاکنایی‌شدگی فرایندی آوایی است که در آن بست چاکنایی به‌صورت تولید دومین به آوا افزوده می‌شود. واحد آوایی تولید شده با این فرایند را چاکنایی‌شده glottalized می‌گویند.
همخوانی که با انسداد یا سایش در چاکنای تولید می‌شود یک هم‌خوان (صامت) چاکنایی است. برای نمونه، همزه در فارسی با بسته و سپس باز شدن آنی چاکنای تولید می‌شود و از واحدهای آوایی چاکنایی است. 
در زبان فارسی دو هم‌خوان چاکنایی وجود دارد که هر دو بی‌واک هستند. یکی هـ ([h]) که هم‌خوان سایشی چاکنایی است و دیگری همزه ([?]) که هم‌خوان انسدادی چاکنایی است.
بسته شدن کامل یا بخشی از چاکنای هم‌چنین می‌تواند باعث ایجاد سازوکار جریان هوای چاکنایی glottalic airstream mechanism بشود. این سازوکار فرایندی تولیدی است که در شکل‌گیری آواهای گفتار در برخی از زبان‌ها نقش دارد و در آن چاکنای بسته است و حنجره عامل جریان هوا در فضای بالای چاکنای است. این سازوکار هم‌خوان‌های پرانشی و مکیده تولید می‌کند.
پرانشی یا فورانی ejective آوای حاصل از سازوکار جریان هوای چاکنایی برون‌سو و مکیده implosive آوای حاصل از سازوکار جریان هوای چاکنایی درون‌سو است.